# Estados Unidos en los Juegos Olímpicos de Pekín 2008
Estados Unidos estuvo representado en los Juegos Olímpicos de Pekín 2008 por un total de 588 deportistas, 306 hombres y 282 mujeres, que compitieron en 32 deportes.
El portador de la bandera en la ceremonia de apertura fue el atleta Lopez Lomong.

## Medallistas
El equipo olímpico estadounidense obtuvo las siguientes medallas:
| Nombre | Deporte            | Competición                      |
| --- | ------------------ | -------------------------------- |
| Oro |                    |                                  |
| Dawn Harper | Atletismo          | 100 m vallas F                   |
| Mary Wineberg Allyson Felix Monique Henderson Sanya Richards Natasha Hastings                                                 | Atletismo          | 4 × 400 m F                      |
| Stephanie Brown Trafton | Atletismo          | Disco F                          |
| LaShawn Merritt | Atletismo          | 400 m M                          |
| Angelo Taylor | Atletismo          | 400 m vallas M                   |
| LaShawn Merritt Angelo Taylor David Neville Jeremy Wariner Kerron Clement Reggie Witherspoon                                  | Atletismo          | 4 × 400 m M                      |
| Bryan Clay | Atletismo          | Decatlón M                       |
| Equipo | Baloncesto         | Torneo F                         |
| Equipo | Baloncesto         | Torneo M                         |
| Kristin Armstrong | Ciclismo en ruta   | Contrarreloj F                   |
| Mariel Zagunis | Esgrima            | Sable ind. F                     |
| Equipo | Fútbol             | Torneo F                         |
| Nastia Liukin | Gimnasia           | Concurso completo ind. F         |
| Shawn Johnson | Gimnasia           | Barra de equilibrio F            |
| McLain Ward (Sapphire) Laura Kraut (Cedric) Will Simpson (Carlsson vom Dach) Beezie Madden (Authentic)                        | Hípica             | Saltos por eqs.                  |
| Henry Cejudo | Lucha libre        | 55 kg M                          |
| Natalie Coughlin | Natación           | 100 m espalda F                  |
| Rebecca Soni | Natación           | 200 m braza F                    |
| Aaron Peirsol | Natación           | 100 m espalda M                  |
| Ryan Lochte | Natación           | 200 m espalda M                  |
| Michael Phelps | Natación           | 200 m libre M                    |
| Michael Phelps | Natación           | 100 m mariposa M                 |
| Michael Phelps | Natación           | 200 m mariposa M                 |
| Michael Phelps | Natación           | 200 m estilos M                  |
| Michael Phelps | Natación           | 400 m estilos M                  |
| Michael Phelps Garrett Weber-Gale Cullen Jones Jason Lezak Nathan Adrian Ben Wildman-Tobriner Matt Grevers                    | Natación           | 4 × 100 m libre M                |
| Michael Phelps Ryan Lochte Ricky Berens Peter Vanderkaay Klete Keller Erik Vendt David Walters                                | Natación           | 4 × 200 m libre M                |
| Aaron Peirsol Brendan Hansen Michael Phelps Jason Lezak Matt Grevers Mark Gangloff Ian Crocker Garrett Weber-Gale             | Natación           | 4 × 100 m estilos M              |
| Erin Cafaro Lindsay Shoop Anna Goodale Elle Logan Anna Cummins Susan Francia Caroline Lind Caryn Davies Mary Whipple          | Remo               | Ocho con timonel (W8+) F         |
| Serena Williams Venus Williams                                                                                                | Tenis              | Dobles F                         |
| Vincent Hancock | Tiro               | Skeet M                          |
| Walton Eller | Tiro               | Doble foso M                     |
| Anna Tunnicliffe | Vela               | Laser Radial F                   |
| Equipo | Voleibol           | Torneo M                         |
| Kerri Walsh Misty May-Treanor                                                                                                 | Vóley playa        | Torneo F                         |
| Todd Rogers Phil Dalhausser                                                                                                   | Vóley playa        | Torneo M                         |
| Plata |                    |                                  |
| Allyson Felix | Atletismo          | 200 m F                          |
| Sheena Tosta | Atletismo          | 400 m vallas F                   |
| Jennifer Stuczynski | Atletismo          | Salto con pértiga F              |
| Hyleas Fountain | Atletismo          | Heptatlón F                      |
| Shawn Crawford | Atletismo          | 200 m M                          |
| Jeremy Wariner | Atletismo          | 400 m M                          |
| David Payne | Atletismo          | 110 m vallas M                   |
| Kerron Clement | Atletismo          | 400 m vallas M                   |
| Christian Cantwell | Atletismo          | Peso M                           |
| Mike Day | Ciclismo BMX       | Individual M                     |
| Sada Jacobson | Esgrima            | Sable ind. F                     |
| Emily Cross Hanna Thompson Erinn Smart                                                                                        | Esgrima            | Florete por eqs. F               |
| Tim Morehouse Jason Rogers Keeth Smart James Williams                                                                         | Esgrima            | Sable por eqs. M                 |
| Jonathan Horton | Gimnasia           | Barra fija M                     |
| Shawn Johnson | Gimnasia           | Concurso completo ind. F         |
| Shawn Johnson | Gimnasia           | Suelo F                          |
| Nastia Liukin | Gimnasia           | Barra de equilibrio F            |
| Nastia Liukin | Gimnasia           | Barras asimétricas F             |
| Shawn Johnson Nastia Liukin Chellsie Memmel Samantha Peszek Alicia Sacramone Bridget Sloan                                    | Gimnasia           | Concurso completo por eqs. F     |
| Gina Miles (McKinlaigh) | Hípica             | Concurso completo ind.           |
| Dara Torres | Natación           | 50 m libre F                     |
| Katie Hoff | Natación           | 400 m libre F                    |
| Margaret Hoelzer | Natación           | 200 m espalda F                  |
| Rebecca Soni | Natación           | 100 m braza F                    |
| Christine Magnuson | Natación           | 100 m mariposa F                 |
| Natalie Coughlin Lacey Nymeyer Kara Lynn Joyce Dara Torres Emily Silver Julia Smit                                            | Natación           | 4 × 100 m libre F                |
| Natalie Coughlin Rebecca Soni Christine Magnuson Dara Torres Margaret Hoelzer Megan Jendrick Elaine Breeden Kara Lynn Joyce   | Natación           | 4 × 100 m estilos F              |
| Matt Grevers | Natación           | 100 m espalda M                  |
| Aaron Peirsol | Natación           | 200 m espalda M                  |
| Michelle Guerette | Remo               | Scull ind. (W1x) F               |
| Equipo | Sóftbol            | Torneo F                         |
| Mark López | Taekwondo          | –68 kg M                         |
| Kimberly Rhode | Tiro               | Skeet F                          |
| Matthew Emmons | Tiro               | Rifle en posición tendida 50 m M |
| Zach Railey | Vela               | Finn M                           |
| Equipo | Voleibol           | Torneo F                         |
| Equipo | Waterpolo          | Torneo F                         |
| Equipo | Waterpolo          | Torneo M                         |
| Bronce |                    |                                  |
| Sanya Richards | Atletismo          | 400 m F                          |
| Shalane Flanagan | Atletismo          | 10 000 m F                       |
| Chaunte Howard | Atletismo          | Salto de altura F                |
| Walter Dix | Atletismo          | 100 m M                          |
| Walter Dix | Atletismo          | 200 m M                          |
| David Neville | Atletismo          | 400 m M                          |
| David Oliver | Atletismo          | 110 m vallas M                   |
| Bershawn Jackson | Atletismo          | 400 m vallas M                   |
| Derek Miles | Atletismo          | Salto con pértiga M              |
| Equipo | Béisbol            | Torneo M                         |
| Deontay Wilder | Boxeo              | 91 kg M                          |
| Jill Kintner | Ciclismo BMX       | Individual F                     |
| Donny Robinson | Ciclismo BMX       | Individual M                     |
| Levi Leipheimer | Ciclismo en ruta   | Contrarreloj M                   |
| Becca Ward | Esgrima            | Sable ind. F                     |
| Sada Jacobson Becca Ward Mariel Zagunis                                                                                       | Esgrima            | Sable por eqs. F                 |
| Nastia Liukin | Gimnasia           | Suelo F                          |
| Alexander Artemev Raj Bhavsar Joseph Hagerty Jonathan Horton Justin Spring Kai Wen Tan                                        | Gimnasia           | Concurso completo por eqs. M     |
| Beezie Madden (Authentic) | Hípica             | Saltos ind.                      |
| Adam Wheeler | Lucha grecorromana | 96 kg M                          |
| Randi Miller | Lucha libre        | 63 kg F                          |
| Margaret Hoelzer | Natación           | 100 m espalda F                  |
| Natalie Coughlin | Natación           | 100 m libre F                    |
| Natalie Coughlin | Natación           | 200 m estilos F                  |
| Katie Hoff | Natación           | 400 m estilos F                  |
| Allison Schmitt Natalie Coughlin Caroline Burckle Katie Hoff Christine Marshall Kimberly Vandenberg Julia Smit                | Natación           | 4 × 200 m libre F                |
| Jason Lezak | Natación           | 100 m libre M                    |
| Peter Vanderkaay | Natación           | 200 m libre M                    |
| Larsen Jensen | Natación           | 400 m libre M                    |
| Ryan Lochte | Natación           | 200 m estilos M                  |
| Ryan Lochte | Natación           | 400 m estilos M                  |
| Beau Hoopman Matt Schnobrich Micah Boyd Wyatt Allen Daniel Walsh Steven Coppola Josh Inman Bryan Volpenhein Marcus McElhenney | Remo               | Ocho con timonel (M8+) M         |
| Diana López | Taekwondo          | –57 kg F                         |
| Steven López | Taekwondo          | –80 kg M                         |
| Bob Bryan Mike Bryan | Tenis              | Dobles M                         |
| Corey Cogdell | Tiro               | Foso F                           |
| Jason Turner | Tiro               | Pistola de aire 10 m M           |
| Ronda Rousey | Judo               | –70 kg F                         |